# Roland Gaucher
Roland Gaucher, właśc. Roland Michel Marie-Joseph Goguillot (ur. 13 kwietnia 1919 w Paryżu, zm. 26 lipca 2007 w Sartrouville) – francuski polityk, dziennikarz i pisarz, od 1986 do 1989 poseł do Parlamentu Europejskiego II kadencji.

## Życiorys
Uczył się w Lycée Henri-IV. Pod koniec lat 30. działał w młodzieżówkach trockistowskich oraz Partii Socjalistycznej Robotników i Chłopów. W 1939 powołany do wojska, w 1940 pod Rennes dostał się do niemieckiej niewoli, jednak uciekł z konwoju. W trakcie wojny w 1942 dołączył do Jeunesses Nationales Populaires, młodzieżówki kolaborującego z Niemcami Zgromadzenia Narodowo-Ludowego. Pod koniec wojny był odpowiedzialny za zniszczenie archiwów partyjnego dziennika, pod koniec 1944 uciekł też z rządem Francji Vichy do Sigmaringen. Tam jednak został aresztowany, następnie skazany za współpracę z wrogiem na więzienie i konfiskatę mienia. W 1949 wyszedł na wolność.
Zajął się działalnością jako dziennikarz śledczy, korzystając z pseudonimu Roland Gaucher. Pisał do gazet o profilu antykomunistycznym (m.in. „Auto-Journal” i „Minute”). Opublikował także kilkanaście książek o tematyce politycznej i historycznej, m.in. biografię Marcela Lefebvre’a i kilka książek dotyczących komunizmu. W połowie lat 50. działał we Francuskim Zgromadzeniu Narodowym Jean-Louisa Tixier-Vignancoura. W 1970 wstąpił do Frontu Narodowego, z którego przejściowo odszedł, by stworzyć efemeryczną Partię Nowych Sił. W 1979 powrócił do FN, pełnił funkcję redaktora naczelnego powiązanego z nim tygodnika „National-Hebdo” (1985–1993). W latach 1986–1987 był radnym Pikardii, a w latach 1992–1998 departamentu Franche-Comté. W 1987 został posłem do Parlamentu Europejskiego, gdzie zastąpił Dominique’a Chaboche i przystąpił do Europejskiej Prawicy. W 1993 opuścił partię po tym, jak ujawniono jego wojenną przeszłość i popadł w konflikt z Jean-Marie Le Penem, którego krytykiem pozostał do końca życia.